# Svetozar Marković
Svetozar Marković (9 settembre 1846 – 26 febbraio 1875) è stato un politico e scrittore serbo.

## Biografia
Fu un politico socialista nella Serbia di fine XIX secolo. Fu un influente attivista politico serbo, critico letterario e filosofo. Venne definito il Nikolay Dobrolyubov serbo.
Lasciò l'opera politico-letteraria La Serbia in oriente (1872).
I suoi ideali socialisti, influenzarono le opere ed il pensiero letterario dello scrittore serbo Laza Lazarević.